# Directekostenmethode
De directekostenmethode (direct costing) is een kostencalculatiemethode, die tegenover de methode van de integrale kostprijs (absorption costing) staat. De methode komt uit de VS en geeft een gemakkelijke, maar wel incomplete weergave van de kostprijs. Bij direct costing worden alleen de variabele kosten, die direct zijn toe te rekenen aan een product, in de kostprijs opgenomen. De vaste, direct toe te rekenen kosten (financieel) (van bijvoorbeeld gebruikte machines speciaal voor dat product) en de algemene kosten (overhead) worden per periode ten laste van de resultatenrekening gebracht.  Op deze wijze is inzichtelijk, tegen welke minimale prijs het product nog verkocht kan worden, zodat dit nog een bijdrage levert aan de vaste respectievelijk indirecte kosten. Voor bijvoorbeeld de prijsstelling van een extra order kan dit een relevante kostprijsberekening zijn. Uiteraard moet over een langere periode gerekend de marge op het product ook de vaste en indirecte kosten goedmaken om winst voor de producent te maken.

## Formule direct costing
In formulevorm luidt de kostprijs volgens de methode Direct Costing: V/W = p 
waarin V = variabele kosten, W = werkelijke productie, p = kostprijs.